# Little Eccleston-with-Larbreck
Little Eccleston-with-Larbreck est une paroisse civile du Lancashire, en Angleterre.